# 暗色似骨鮡
暗色似骨鮡，為輻鰭魚綱鯰形目骨鮡科的其中一種，為熱帶淡水魚類，分布於亞洲印度及孟加拉布拉馬普特拉河及Meghna河流域，體長可達4.5公分，棲息在底層水域，生活習性不明。

## 扩展阅读
維基物種上的相關：暗色似骨鮡